# Ilaria Latini
Ilaria Latini (n. 21 octombrie 1972, Roma, Italia) este o actriță italiană, cunoscută pentru interpretarea vocii canarului Titti în desenele animate produse de Warner Bros și pentru dublarea vocii actrițelor Katie Holmes, Amy Adams și Anna Faris.